# Národní institut pro další vzdělávání
Národní institut pro další vzdělávání (zkratka NIDV) byla přímo řízená příspěvková organizace Ministerstva školství, mládeže a tělovýchovy České republiky, která vznikla v roce 2005 sloučením 14 krajských pedagogických center. K 1. lednu 2014 byl do NIDV vtělen Národní institut dětí a mládeže (NIDM). Hlavním posláním je celorepubliková podpora pedagogických pracovníků jak školských zařízení, tak zařízení pro zájmové vzdělávání. V roce 2015 zde bylo zaměstnáno 173 zaměstnanců a celá organizace hospodařila s takřka 107 milióny korun. Od 1. ledna 2020 byl sloučen s Národním ústavem pro vzdělávání, nová organizace se jmenuje Národní pedagogický institut České republiky.

## Charakteristika
Prioritou této organizace bylo zajištění a realizace úkolů vyplývajících z priorit vzdělávací politiky ČR a systematická celorepubliková profesní podpora všech pedagogických pracovníků. Klienty nebyli jen řídící a pedagogičtí pracovníci všech typů školských zařízení, ale i vychovatelé, asistenti a nadaní žáci. Při dosahování těchto cílů institut spolupracoval například s Českou školní inspekcí, Českou radou dětí a mládeže a s dalšími přímo řízenými organizacemi MŠMT.

## Historie
Historie Národního institutu pro další vzdělávání se začala psát 1. dubna 2005, kdy došlo ke sloučení 14 dosud samostatných krajských pedagogických center v jeden celek pojmenovaný NIDV (tato krajská centra začala fungovat jako krajská pracoviště). V té době měla organizace 142 zaměstnanců. V roce 2011 získala organizace učební středisko Richterovy boudy v krkonošské Peci pod Sněžkou. Rok 2014 přinesl pohlcení Národního institutu dětí a mládeže (NIDM) právě NIDV, která se stala nástupnickou organizací. Stalo se tak opatřením MŠMT č. 21632/2013-1 z 9. 7. 2013 s účinností od 1. 1. 2014.

## Činnosti
Mezi hlavní činnosti patřila například příprava a realizace školení zajišťující chod maturitních zkoušek, podpora funkčních gramotností, zájmového a neformálního vzdělávání, průběžné a další vzdělání pedagogických pracovníků a v neposlední řadě zajišťování soutěží a olympiád včetně systémové podpory nadání a mimořádně nadaných studentů.